# Angelo Sormani
Ángelo Benedicto Miguel Sormani (Jaú, 1939. július 3. –) brazíliai olasz labdarúgócsatár, edző.
Az olasz válogatott tagjaként részt vett az 1962-es labdarúgó-világbajnokságon.